# Бэйцзин Гоань
«Бэйцзи́н Гоань» (кит. 北京中赫国安) — китайский футбольный клуб из Пекина, выступающий в Суперлиге Китая. Чемпион футбольно-автогоночной серии Суперлига Формула в 2008 году. Один из самых известных клубов в Китае и за его пределами. Серебряный призёр сезона 2011 года, по итогам розыгрыша получил право выступать в Лиге чемпионов АФК 2012.
Одним из главных владельцев клуба является государственная корпорация CITIC Group, кроме того, инвестиции предоставляют и другие крупные компании и государственные учреждения, например в январе 2009 года порядка 20 млн.юаней предоставил Спортивный Комитет г. Пекина (англ. Beijing Sports Bureau). CITIC является спонсором клуба с момента его основания. Спонсорский контракт у клуба подписан с компанией Nike (форма), а также Beijing Hyundai.

## История
Датой основания клуба «Бэйцзин Гоань» принято считать 31 января 1992 года, когда в Китае началась футбольная реформа, а клуб получил статус профессионального. Основателями клуба стали CITIC Guoan Group и Пекинский городской спортивный комитет (англ. Beijing Municipal Sports Committee). В 2003—2006 годах клуб носил название «ФК Бэйцзин Хёндэ Мотор» (англ. Beijing Hyundai Motor Football Team) согласно спонсорскому контракту с компанией Hyundai, по окончании контракта клубу было возвращено оригинальное название.
Прообразом современного клуба была команда «ФК Пекин» (англ. Beijing Football Club), основанная в 1955 году. Команда стала легендарной, выиграв 7 раз чемпионский титул Национальной Футбольной Лиги Китая (англ. Chinese National Football League).
В предшественнице современной Суперлиги Китая по футболу Лиге Цзя-А клуб один раз завоевал серебряные медали (1995 год), а также трижды финишировал третьим (1997, 1998, 2002). Пять раз команда пробивалась в финал Кубка Китайской футбольной ассоциации (англ. CFA Cup), выиграв его трижды (1996, 1997, 2003).
Высшее достижение клуба в чемпионате Китая — выигрыш золотых медалей Суперлиги 2009 года. Чемпионом команда стала 31 октября 2009 года, когда со счетом 4-0 был переигран «Ханчжоу Гринтаун».
До этого, в шаге от чемпионства клуб останавливался в 2007 году (серебряные медали). Кроме того, клуб — дважды обладатель Суперкубка Китая (1997, 2003).
Многие футболисты клуба призывались в национальную сборную Китая, наиболее известные из них — Шао Цзяи и Ян Чэнь, игравшие впоследствии в германской Бундеслиге («Энерги» и «Айнтрахт» соответственно).
Для достижения высоких спортивных результатов в 2002—2003 году на тренерский мостик был приглашен Любко Петрович, тренера, известного по «Црвене Звезде». В 2006 году для повышения популярности и спортивных результатов, часть акций была продана «Реал Мадриду». В 2009 году, хотя клуб завоевал золотые медали чемпионата, выступил в розыгрыше Азиатской лиги чемпионов неудачно, вылетев по итогам группового раунда. В мае 2009 года было объявлено, что летом клуб станет участником азиатского турне клубов АПЛ. В итоге, «Бэйцзин Гоань» на домашнем стадионе принимал «Тоттенхэм», «Халл» и «Вест Хэм».
Долгое время стадионом клуба был «Workers Stadium», вмещающий около 70 тысяч зрителей. На время подготовки к Олимпиаде-2008 он был закрыт на реконструкцию и клуб в течение трех сезонов выступал на 33-тысячном «Фэнтай стэдиум» (англ. Fengtai stadium).
В настоящее время часть матчи с топ-командами проводится на «Workers Stadium», менее зрелищные — «Фэнтай стэдиум».

## Соперники
Наиболее непримиримым соперником является клуб «Шанхай Шэньхуа». Клубы представляют крупнейшие мегаполисы Китая. Противостояние называется «национальным дерби» и проходит с 1994 года, с момента профессионализации футбола. Ещё одним важным соперником в последние годы стал «Тяньцзинь Тэда».

## Выступления в высшем дивизионе
| Сезон | Место | И  | В  | Н  | П  | ЗГ | ПГ | О  |
| ----- | ----- | -- | -- | -- | -- | -- | -- | -- |
| 1994  | 8     | 22 | 7  | 8  | 7  | 42 | 34 | 22 |
| 1995  | 2     | 22 | 12 | 6  | 4  | 36 | 20 | 42 |
| 1996  | 4     | 22 | 9  | 6  | 7  | 30 | 25 | 33 |
| 1997  | 3     | 22 | 8  | 10 | 4  | 34 | 20 | 34 |
| 1998  | 3     | 26 | 10 | 13 | 3  | 32 | 19 | 43 |
| 1999  | 6     | 26 | 9  | 8  | 9  | 38 | 25 | 35 |
| 2000  | 6     | 26 | 9  | 8  | 9  | 38 | 31 | 35 |
| 2001  | 8     | 26 | 9  | 6  | 11 | 30 | 33 | 33 |
| 2002  | 3     | 28 | 15 | 7  | 6  | 49 | 29 | 52 |
| 2003  | 9     | 28 | 9  | 9  | 10 | 34 | 26 | 36 |
| 2004  | 7     | 22 | 8  | 7  | 7  | 35 | 33 | 28 |
| 2005  | 6     | 26 | 12 | 4  | 10 | 46 | 32 | 40 |
| 2006  | 3     | 28 | 13 | 10 | 5  | 27 | 16 | 49 |
| 2007  | 2     | 28 | 15 | 9  | 4  | 45 | 19 | 54 |

## Достижения (с 1994 года, профессиональный спорт)

### Футбол
- Китайская Суперлига:
  - Чемпион (1) : 2009/10
  - Серебряный призёр (2): 1995, 2007
  - Бронзовый призёр (4): 1997, 1998, 2002, 2006
- Кубок Китая (3):
  - Победитель: 1996, 1997, 2003
- Суперкубок Китая (2):
  - Победитель: 1998, 2004
- Кубок обладателей кубков Азии
  - Третий призёр: 1998

### Автоспорт
- Суперлига Формула
  - Чемпион: 2008

## Клубы-побратимы
- «Вестерн Сидней Уондерерс»
- «Реал Мадрид»
- «Аякс»

## Рекорды клуба

### Победы
- Самая крупная победа дома: (9:1) (Шанхай Шэньхуа, 20 июля 1997, Лига Цзя-А)
- Самая крупная победа в гостях (8:0) (Нью Радиант, Мальдивы, 29 августа 1997, КОК Азии)
- Самая крупная победа в чемпионате Китая: (9:1) (Шанхай Шэньхуа, 20 июля 1997, Лига Цзя-А)
- Самая крупная победа в гостях в чемпионате Китая: (6-1) (Шаньдун Лунэн, 8 августа 2007, Суперлига Китая)

### Поражения
- Самое крупное поражение дома: (0:5) (Шаньдун Лунэн, 02 июня 2004, Кубок Китая)
- Самое крупное поражение в гостях: (0:5) (Сувон, Республика Корея, 10 апреля 1998, КОК Азии)
- Самое крупное поражение в гостях в Лиге Цзя-А: (1-5) (Далянь Ваньда, 13 июля 1997, Лига Цзя-А)
- Самое крупное поражение дома в Суперлиге: (1-4) (Шэньчжэнь Цзяньлибао, 13 июня 2004, Суперлига Китая)

### Серии
- Победы в Суперлиге, подряд (5) — с 11 октября 2008 года;
- Матчи в Суперлиге без поражений, подряд (13) — с 21 декабря 1997 по 31 мая 1998 года;
- Домашние матчи в Суперлиге без поражений, подряд (29) — с 29 сентября 1996 по 4 апреля 1999

### Лучшие игроки клуба
- Сербия — Бранко Елич (21 гол, 2005)

### Футболист года в Китае
- — Хорхе Кампос (1997)
- — Бранко Елич (2005)